# R-2R-netværk
Et R-2R-netværk er den enkleste og billigste form for digital-til-analog-konverter, man kan lave; det er sammensat af modstande med to forskellige værdier; den ene slags er dobbelt så stor som den anden. Det smarte er, at man blot behøver mange modstande med samme modstandsværdi og R/2 eller 2R laves blot ved at hhv. parallelkoble eller seriekoble 2 modstande. R-2R-netværket kan bygges med så mange "led", man måtte ønske, og kan derved håndtere binære tal med vilkårligt mange bits.
På diagrammet til højre er den elektriske modstand i de modstande, der er markeret med gul farve, dobbelt så stor som i dem med grøn farve. "Kilden" til de binære signaler, der skal konverteres, skal idéelt have en impedans på nul ohm, og skal præsentere det binære tal uden fortegn og med positiv logik, sådan at binært "0" svarer til 0 volt (i forhold til den fælles stelledning nederst i diagrammet), og "1" repræsenteres ved en konstant spænding forskellig fra 0 volt.
 
De binære signaler tilsluttes terminalerne D0 (mindst betydende bit) – Dn (mest betydende bit), og derefter kan der ved terminalen A udtages et analogt signal med konstant udgangsimpedans, hvis spænding vil være proportional med det binære tal, der er påtrykt indgangene.
R-2R-netværk fremstilles som "nøglefærdige" integrerede kredsløb ud af et substrat med en vis elektrisk modstand: De "trimmes" (eller finjusteres) ved hjælp af en laser, hvilket kan gøres ganske præcist. Dertil har de enkelte "modstande" i sådan en realisering mere ensartede temperaturkoefficienter, så det integrerede R-2R-netværk vil være langt mindre følsomt for ændringer i temperatur, end et tilsvarende kredsløb lavet med diskrete modstande.